# Elisabeth Helene von Vieregg

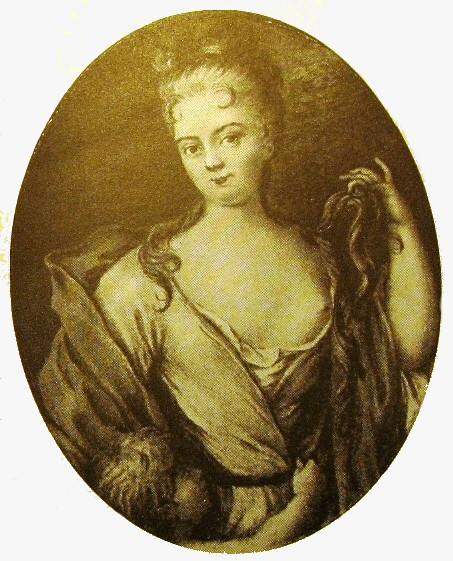
Elisabeth Helene von Vieregg

Elisabeth Helene von Vieregg (* 4. Mai 1679; † 27. Juni 1704 in Kopenhagen) war eine Mätresse des dänisch-norwegischen Königs Friedrich IV. (1671–1730) und wurde am 6. September 1703 vom König zur Gräfin von Vieregg erhoben.

## Herkunft
Elisabeth Helene entstammte dem deutschen Adelsgeschlecht Vieregg und war die Tochter des Adam Otto von Vieregg (auch Viereck) (1634–1718), Mecklenburger Kammerpräsident, Preußischer Staatsminister und Geheimrat. Die Mutter Anna Helene (1651–1701) entstammte der Familie von Wolffersdorff (auch Wolfersdorf). Elisabeth Helene wurde vermutlich wie ihre Brüder Friedrich Wilhelm (* 1682) und Adam Otto (1684–1758) auf dem väterlichen Gut in Wattmannshagen geboren.

## Königliche Mätresse und heimliche Ehefrau

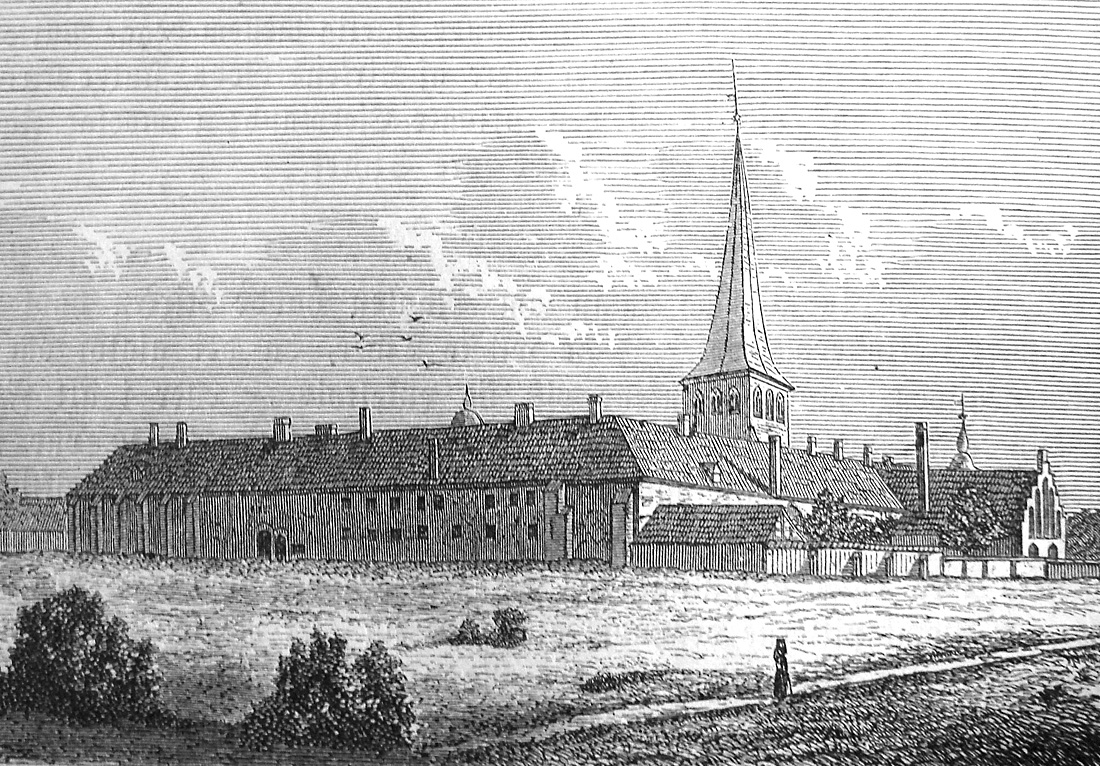
Schloss Antvorskov im Jahre 1749

Von 1698 bis 1706 war ihr Vater Preußischer Gesandter in Kopenhagen. Im Jahr 1699 wurde Elisabeth Helene Hofdame bei Prinzessin Sophie Hedwig (1677–1735), der Schwester des Kronprinzen Friedrich, und erregte bald dessen Aufmerksamkeit. Er machte ihr einen kostbaren Diamantring zum Geschenk und nach seiner Thronbesteigung als Friedrich IV. im August desselben Jahres begann er eine geheime Beziehung mit ihr. Nach dem Tod ihrer Mutter, die 1701 in Kopenhagen starb, begünstigte der Vater die Liaison mit dem König, ja verteidigte sie sogar gegen die Empörung, die sich breit machte. Am 6. September 1703 wurde sie vom König zur Gräfin erhöht und erhielt das Gut Antvorskov bei Slagelse. Den väterlichen Aussagen zufolge hatte der König sie heimlich „zur linken Hand“ geheiratet. Diese „Zweitehe“, neben der mit Königin Louise, sollte nicht das letzte bigamistische Verhältnis des Königs sein. 1712 schloss er mit Anna Sophie von Reventlow eine weitere morganatische Heirat, die wenige Tage nach dem Tod der Königin Louise im Jahr 1721 förmlich wiederholt und legitimiert wurde.
Am 18. Juni 1704 gebar Gräfin Elisabeth Helene den gemeinsamen Sohn Frederik Gyldenløve, starb jedoch neun Tage später im Kindbett. Der König, der ihren Verlust betrauerte, ließ zu ihrer feierlichen Beisetzung die Glocken von drei Kirchen der Stadt für zwei Stunden läuten. Ihre letzte Ruhestätte fand sie in der 1695 geweihten Erlöserkirche in Kopenhagen. Am 9. März 1705 verstarb mit neun Monaten auch der Knabe und wurde zu seiner Mutter gebettet.